# Кочетов, Алексей Гаврилович
 Алексей Гаврилович Кочетов (17.03.1906 — 20.09.1988) — командир отделения 82-го стрелкового полка (33-я стрелковая Холмская Краснознамённая дивизия, 12-й гвардейский стрелковый корпус, 3-я ударная армия, 1-й Белорусский фронт), старшина, участник Великой Отечественной войны, кавалер ордена Славы трёх степеней.

## Биография
Родился 17 марта 1906 года в деревне Ивановка Щигровского уезда Курской губернии (ныне в составе Советского района Курской области). Из крестьянской семьи. Русский. Образование начальное (окончил 4 класса школы в 1917 году).
После окончания Гражданской войны переехал на жительство в Донбасс, работал бригадиром грузчиков на предприятии «Холодильник» в городе Юзовка (с 1924 — Сталино, с 1964 — Донецк). В 1930-х годах служил в органах НКВД СССР в посёлке Смолянка Одесской области.
28 августа 1941 года Куйбышевским районным военкоматом города Сталино Украинской ССР призван в Красную армию. С того же времени — участник Великой Отечественной войны.
Стрелок 82-го стрелкового полка (33-я стрелковая дивизия, 118-й стрелковый корпус, 1-я ударная армия, 3-й Прибалтийский фронт) красноармеец Кочетов Алексей Гаврилович отличился в бою 17 июля 1944 года при прорыве долговременной немецкой обороны на подступах к городу Остров (Псковская область). В ходе Тартуской операции в бою 16 сентября 1944 года за деревню Лоеу (14 километров севернее города Валга Эстонской ССР), когда атакующая пехота залегла под перекрёстным огнём немецких пулемётов, ползком пробрался вплотную к немецким позициям и гранатами уничтожил 2 станковых пулемёта с их расчётами. Поднявшиеся в атаку пехотинцы стремительно ворвались в деревню и выбили из неё противника.
Приказом по 33-й стрелковой дивизии № 0225 от 6 декабря 1944 года за образцовое выполнение боевых заданий командования на фронте борьбы с немецкими захватчиками и проявленные при этом доблесть и мужество красноармеец Кочетов Алексей Гаврилович награждён орденом Славы 3-й степени.
Автоматчик 82-го стрелкового полка (33-я стрелковая дивизия, 12-й гвардейский стрелковый корпус, 3-я ударная армия, 1-й Белорусский фронт) красноармеец Кочетов Алексей Гаврилович в ходе Восточно-Померанской
операции в бою 16 февраля 1945 года в районе населённого пункта Плитнитц в 16 километрах севернее города Шнайдемкшь (Германия, ныне — город Пила, Польша) добровольно вызвался уничтожить немецкий дзот, остановивший пулемётным огнём продвижение стрелковых частей. Пробравшись к дзоту, уничтожил его расчёт бросками гранат в амбразуру. Затем вместе с поднявшейся в атаку ротой ворвался в Плитнитц и при преследовании противника лично уничтожил до 10 немецких солдат.
Приказом по войскам 3-й ударной армии № 022/н от 12 марта 1945 года за образцовое выполнение боевых заданий командования на фронте борьбы с немецкими захватчиками и проявленные при этом доблесть и мужество красноармеец Кочетов Алексей Гаврилович награждён орденом Славы 2-й степени.
Командир отделения 82-го стрелкового полка (33-я стрелковая дивизия, 12-й гвардейский стрелковый корпус, 3-я ударная армия, 1-й Белорусский фронт) старшина Кочетов Алексей Гаврилович в ходе Берлинской наступательной операции 17 апреля 1945 года при прорыве немецкой обороны у населённого пункта Кинитц (земля Бранденбург, Германия) первым во главе отделения ворвался в атаку и в ходе боя последовательно овладел тремя траншеями противника. В ходе боя спас жизнь тяжелораненому командиру батальона, вынеся его из-под огня и оказав первую помощь. После передачи его санитарам вернулся в бой. Сам был контужен, но остался в бою до полного выполнения боевой задачи.
Указом Президиума Верховного Совета СССР от 15 мая 1946 года старшина Кочетов Алексей Гаврилович награждён орденом Славы 1-й степени.
После войны продолжал службу в составе Группы советских оккупационных войск в Германии. В 1946 году был демобилизован.
С 1946 года служил в органах внутренних дел, сначала в лагере немецких военнопленных в Смолянке, с 1950 года — в строительных лагерях управления «Куйбышевгидрострой» МВД СССР (с 1953 — в составе Министерства электростанций СССР). С 1955 года — начальник подсобного хозяйства исправительно-трудовой колонии. С 1959 года — на пенсии.
Жил в Донецке. Скончался 20 сентября 1988 года. Похоронен в Донецке.
Старшина (1945). Младший лейтенант внутренней службы (1951).

## Награды
- Орден Отечественной войны I степени (6.04.1985)[3]
- Орден Славы 1-й степени (15.05.1946)[2]
- Орден Славы 2-й степени (12.03.1945)[2][4]
- Орден Славы 3-й степени (6.12.1944)[2][5]
- Медаль «За боевые заслуги» (11.10.1944)[6]
- Медаль «В ознаменование 100-летия со дня рождения Владимира Ильича Ленина» (6 апреля 1970)
- Медаль «За победу над Германией в Великой Отечественной войне 1941—1945 гг.» (9 мая 1945[7])
- Юбилейная медаль «Двадцать лет Победы в Великой Отечественной войне 1941—1945 гг.» (7 мая 1965[8])
- Юбилейная медаль «Тридцать лет Победы в Великой Отечественной войне 1941—1945 гг.»[9]
- Медаль «Сорок лет Победы в Великой Отечественной войне 1941—1945 гг.»[10]
- Юбилейная медаль «50 лет Победы в Великой Отечественной войне 1941—1945 гг.»[11]
- Медаль «Ветеран труда»
- Юбилейная медаль «50 лет Вооружённых Сил СССР» (26 декабря 1967[12])
- Юбилейная медаль «60 лет Вооружённых Сил СССР» (28 января 1978[13])
- Знак «25 лет победы в Великой Отечественной войне» (1970)